# Серицин монтела
Серицин монтела, или серицин Монтела, или серицин (лат. Sericinus montela) — бабочка семейства парусников (Papilionidae). Единственный вид рода Sericinus.

## Название
Видовое латинское название montela является анаграммой от telamon. Первоначальное название Papilio telamon Donovan, 1798 оказалось преаккупировано Карлом Линнеем для вида Papilio telamon Linnaeus, 1758 (ныне Cyrestis telamon Linnaeus, 1758), в связи с чем видовой эпитет анаграммировали. Telamon — латинизированное имя персонажа греческой мифологии Теламона (др.-греч. Τελαμών — собственно «носитель», от τληναι — выносливый, стойкий, терпеливый).

## Описание
Размах крыльев 40—50 мм (весенняя форма), 55—65 (до 70) мм (летняя форма).
Вид отличается выраженным половым диморфизмом.
Окраска верхней стороны крыльев самцов желтовато- или кремово-белая, с чёрными пятнами, на задних крыльях вытянутое красное пятно с тёмно-коричневым окаймлением (часто редуцировано) у переднего края. Чёрные пятна самцов весеннего поколения более контрастные по сравнению с летним поколением, у которого они имеют размытые очертания. У заднего угла задних крыльев более вытянутое красное пятно с тёмно-коричневым окаймлением, кнаружи от него голубые пятна — каждое в тёмно-коричневой обводке. Нижняя сторона крыльев с желтоватым оттенком, внутренний край задних крыльев тёмный. Задние крылья с длинными прямыми хвостовидными выростами.
У самок окраска верхней стороны крыльев тёмно-коричневая с тёмно-желтыми и охристыми прерывающимися волнистыми узкими перевязями и линиями различной длины. На задних крыльях вдоль внешнего края идёт перевязь из красных пятен, разделённых тёмными жилками, кнаружи от них — голубые пятна. Нижняя сторона крыльев самки с жёлтыми узкими перевязями и рядом светлых пятен у внешних краёв задних крыльев. Брюшко с боков более пёстрое, чем у самцов.
Куколка коричневая в тёмных пятнах.

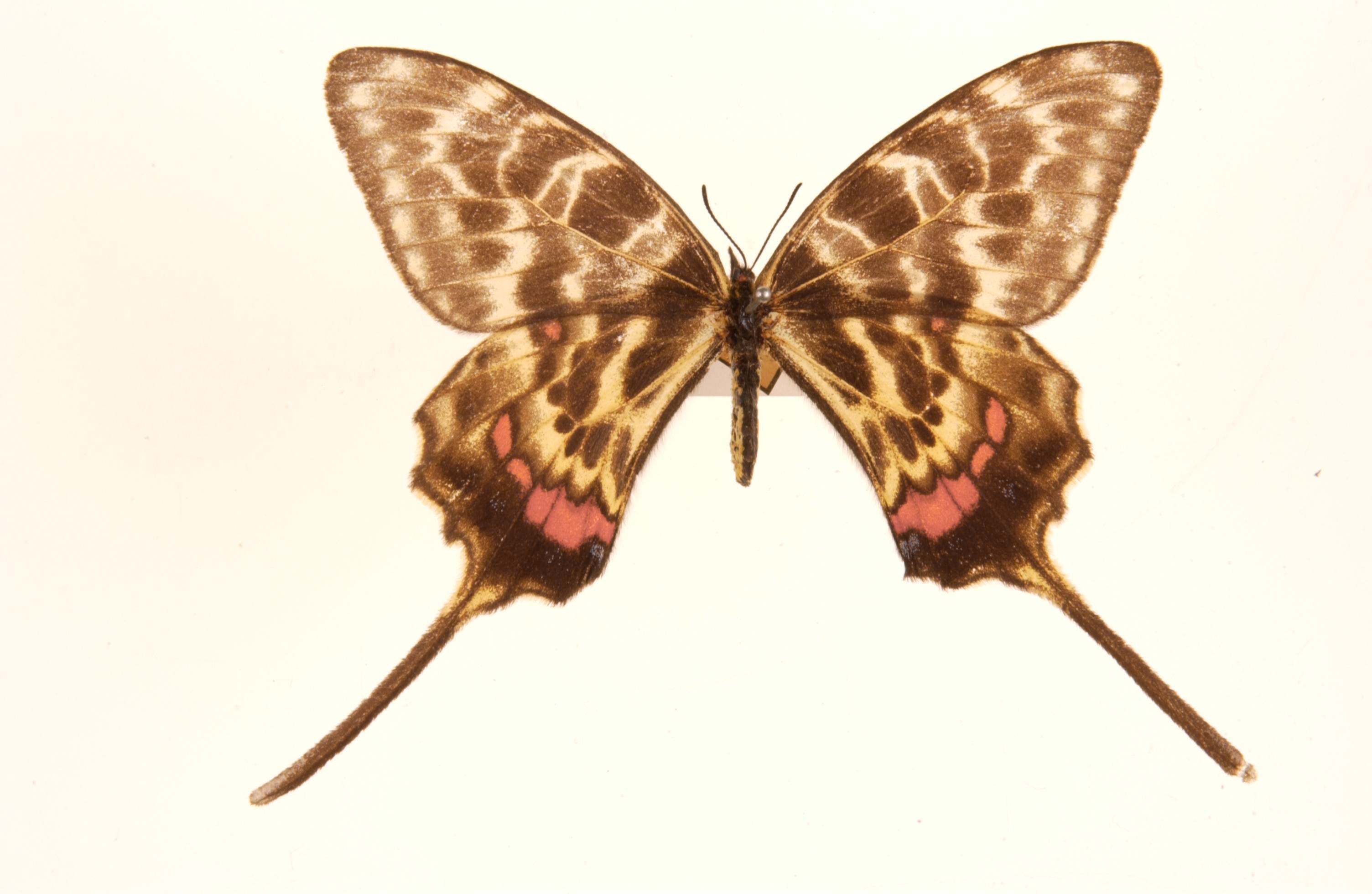
номинативный подвид, самка, Китай
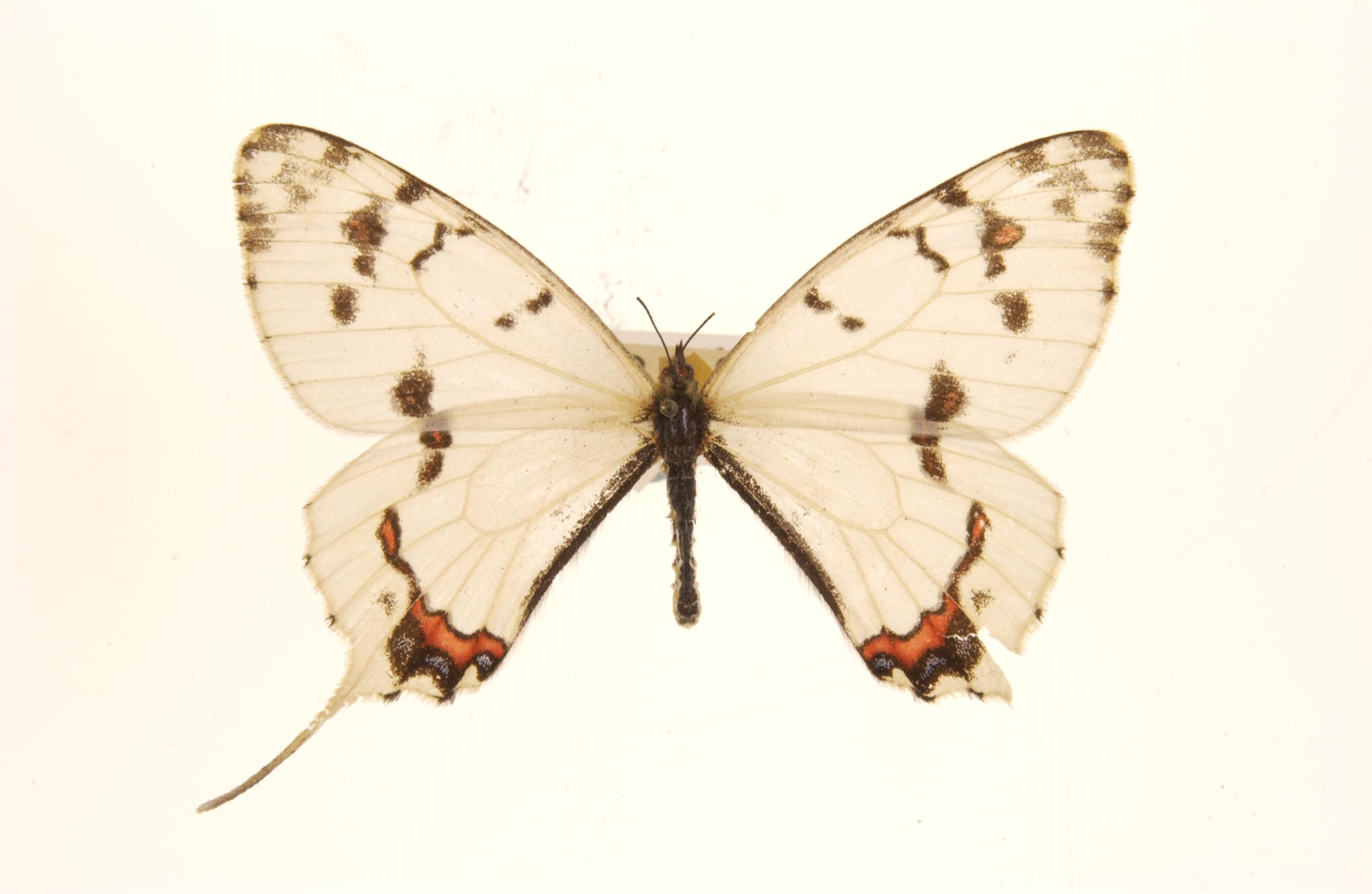
номинативный подвид, самец, Китай
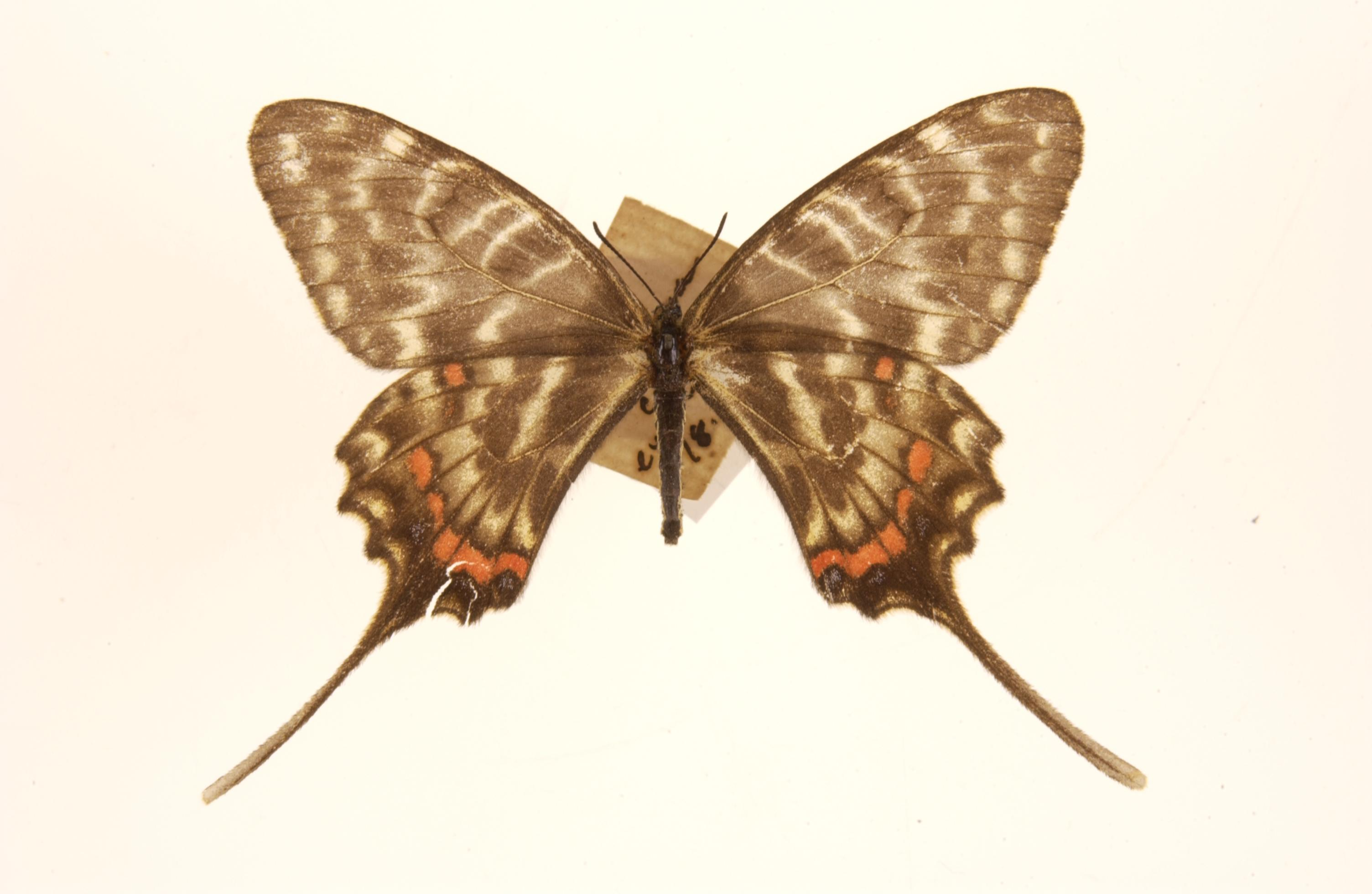
подвид amurensis, самка, Амур
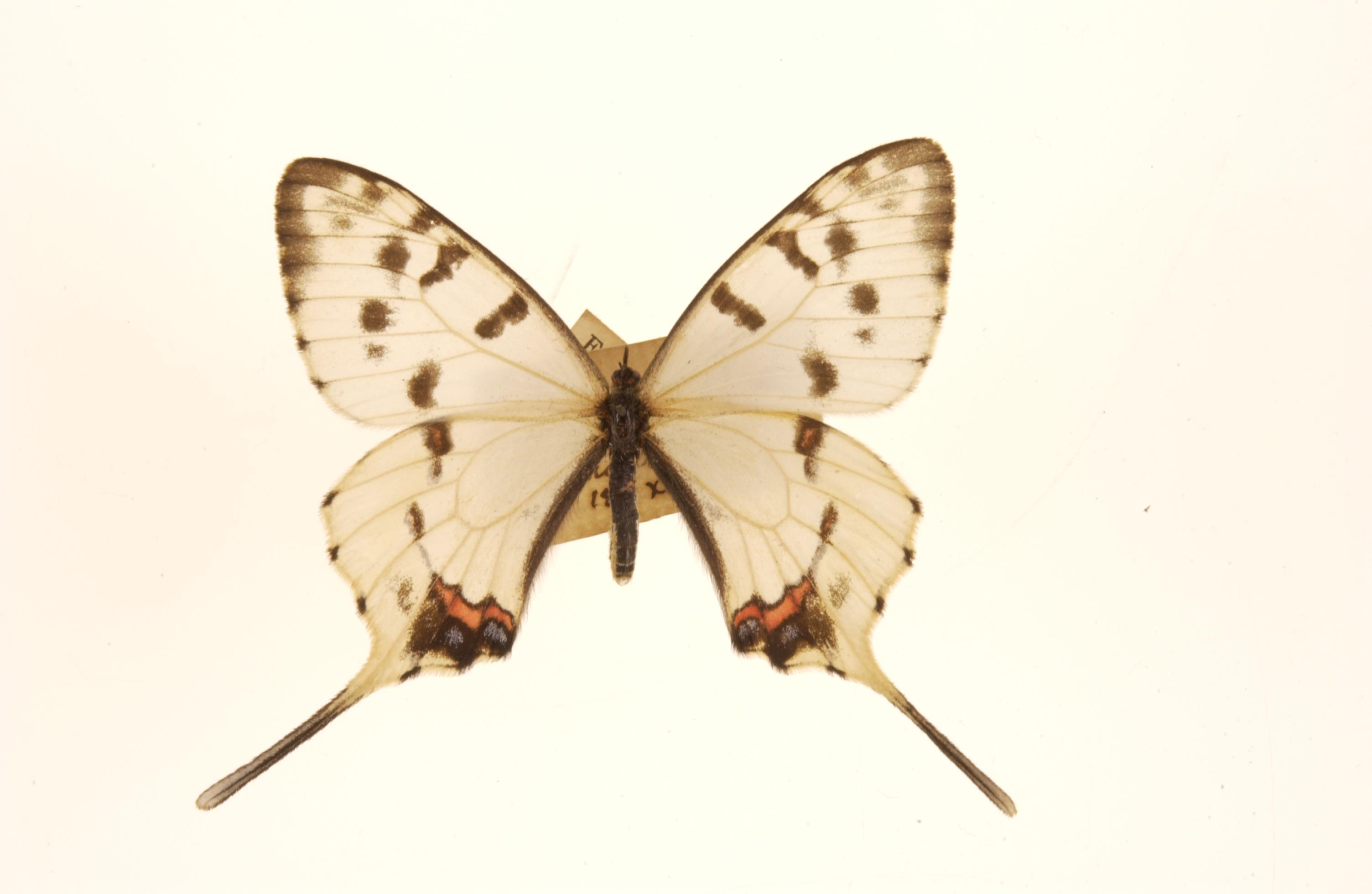
подвид amurensis, самец, Амур

## Распространение
В России обитает на юге Приморского края. Китай, Корея, Япония.
Встречается преимущественно в приречных биотопах, по крутым невысоким склонам речных террас в местах произрастания кирказона скрученного.

## Биология вида

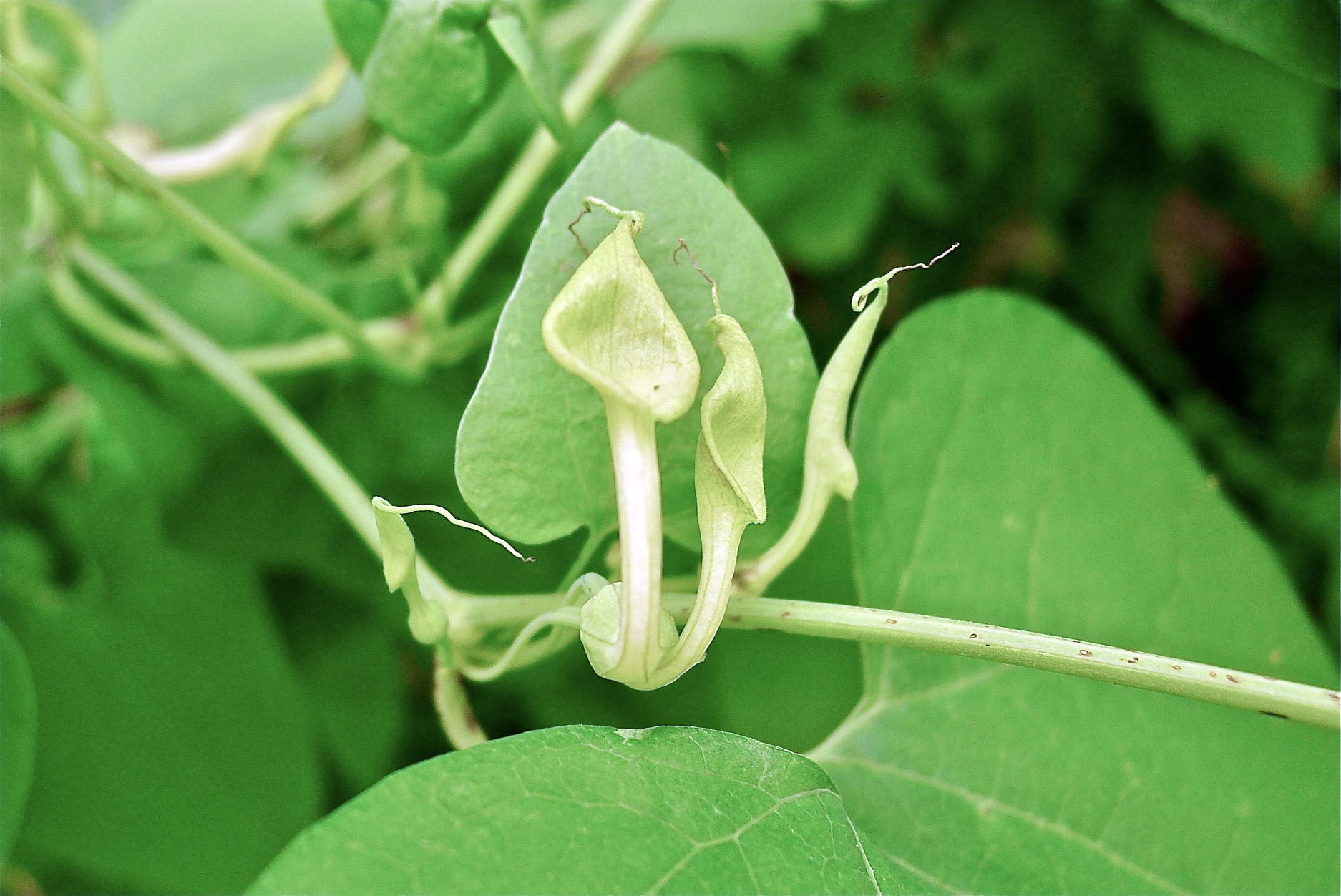
Кормовое растение кирказон скрученный (Aristolochia contorta). Окраины с. Новогиреевка в Приморье

Монофаг. Кормовое растение — кирказон скрученный (Aristolochia contorta Bunge).
Бабочки дают 2 поколения. Лёт первого поколения с середины мая до начала июня. Лёт второго поколения — с начала июля до конца августа. Первое поколение отличается мелкими размерами. Медленно летающие самцы серицина обычны в местах произрастания кирказона. Самки летают плохо, обычно сидят в траве, иногда совершают миграции для основания новых колоний.
Яйца самкой откладываются группами по 8—45 штук на нижнюю сторону листа, развиваются 8—9 дней. Гусеницы в июне и в конце августа-сентябре. Со второго возраста объедают листья с краёв, держатся группами и предпочитают молодые листья, в старших возрастах одиночны. Продолжительность стадии гусеницы около 27 дней. Диапаузирующие и недиапазирующие куколки отличаются морфологически, первые из них способны реагировать на свет и зарываться в почву.

## Численность
Общая численность в Приморье имеет тенденцию к сокращению. Известно несколько локальных популяций. В местах, где растёт кирказон, плотность поселений сравнительно велика и достигает нескольких десятков бабочек на участке площадью до 1000 м². Кирказон сохранился лишь небольшими зарослями в кустарниках на крутых каменистых склонах, по откосам, долинам рек, иногда в прибрежных ивняках, оставшихся после хозяйственного освоения разработанных речных долин. Это растение относительно устойчиво и его заросли успешно заселяются серицином монтела. В заповедниках Приморья вид встречается лишь единичными экземплярами как мигрант
Основным лимитирующим фактором служит недостаток кормовой базы для гусениц вследствие сельскохозяйственного освоения земель, отчасти пожаров. Все известные местообитания серицина находятся в районах интенсивного сельскохозяйственного освоения. Популяции кирказона и серицина монтела исчезли в окрестностях Уссурийска, число их местообитаний резко сократилось в долине реки Суходол. В Уссурийском заповеднике последнее обнаружение вида в июне 1976 г., после этого зафиксировано появление серицина монтела в августе 1986 г. в окрестностях реки Комаровка.

## Замечания по охране
Занесён в Красную книгу России (3 — редкий вид; У — уязвимый (в России по шкале МСОП — VU A2ac); III приоритет природоохранных мер). Охраняется в Уссурийском заповеднике. Необходимо занесение кормового растения — кирказона скрученного — в Красную книгу России, создание особо охраняемых природных территорий в местах наличия устойчивых популяций вида и его кормового растения, разработка системы мер по запрету использования пестицидов в местах, пригодных для его обитания.
Большое положительное значение имеет успешный опыт разведения серицинов в неволе с выкармливанием гусениц листьями кирказона ломоносовидного (Aristolochia clematitis), что даёт возможность в случае необходимости интродуцировать вид в природу.